# Vodafone
«Во́дафон груп» («Vodafone Group») — британская компания, один из крупнейших в мире операторов сотовой связи. Штаб-квартира — в Ньюбери, графство Беркшир.

## История
Основана в 1984 году под названием Racal Telecom ltd в качестве дочерней компании Racal Electronics’ Plc, производителя электроники, в том числе военного назначения. Первый звонок в аналоговой сети был совершён 1 января 1985 года. В 1991 году Racal Telecom был выделен из компании Racal Electronics и переименован в Vodafone Group. Название — сокращение от VOice DAta FONE (phone).
В июле 1992 года запущена первая GSM-сеть Vodafone в Великобритании. В 1999 году была куплена телекоммуникационная компания США AirTouch Communications, владевшая 35-процентной долей в крупнейшем мобильном операторе Германии Mannesmann. Позже в том же году активы компании в США были объединены с подразделение мобильной связи компании Verizon Communications, в результате был создан оператор Verizon Wireless. В 2000 году были выкуплены все акции Mannesmann.
С 2001 года Vodafone начала развивать систему партнёрств, начав с датского оператора TDC; система позволяла расширять международное  покрытие без инвестиций.
В 2012 году за 1,7 млрд долларов была куплена компания Cable & Wireless Worldwide (CWW), оператор коммуникационных сетей для бизнеса.
В сентябре 2013 года за 130 млрд долларов была продана доля в Verizon Wireless.
В январе 2024 года Vodafone подписала соглашение с Microsoft, рассчитанное на 10 лет. За это время компания вложит $1,5 млрд в совместно разработанные облачные технологии и услуги ИИ, а Microsoft инвестирует в платформу для подключения интернета вещей.

## Собственники и руководство
Акции Vodafone находятся в свободном обращении, рыночная капитализация составляет около 57 млрд фунтов стерлингов (2015 год).
Председатель совета директоров — Жан-Франсуа ван Боксмер (с 2020).
Генеральный директор — Ник Рид (с 2018).

## Деятельность
В рейтинге крупнейших публичных компаний в мире Forbes Global 2000 Vodafone Group Plc занял 120-е место, в том числе 177-е — по размеру выручки, 235-е — по чистой прибыли, 213-е — по активам, 324-е — по рыночной капитализации.
На 31 марта 2014 Vodafone оказывала услуги мобильной связи 434 миллионам пользователей (второй показатель в мире после China Mobile) в 30 странах мира. Ещё в 50 странах Vodafone является партнёром в сети, над которой она не имеет полного контроля (в том числе находится в стратегическом партнёрстве с российским оператором Мобильные ТелеСистемы). Два основных региона деятельности: Европа; Африка, Ближний Восток и Азиатско-Тихоокеанский регион. Наибольшее количество абонентов — в Индии (184 млн в 2015 году), ещё в пяти странах у компании — более 10 миллионов абонентов (Великобритания, Германия, Турция, Испания и Италия). На американском рынке Vodafone работала через Verizon Wireless, в которой имела миноритарную долю (45 %), однако продала её в начале 2014 года.

### Финансовые показатели
Vodafone владеет рядом миноритарных пакетов акций, которые не включаются в консолидированную отчётность. Для предоставления более полной информации о размерах и тенденциях роста бизнеса компания публикует данные о «пропорциональных доходах». Например, если оборот бизнеса, в котором ей принадлежит 45 % акций, составляет 10 миллионов £, пропорциональный доход Vodafone составит 4,5 миллиона £. Пропорциональный доход не является общепризнанным показателем финансовой отчётности, и поэтому пропорциональный доход Vodafone должен сравниваться с «обычным» доходом других компаний.
Vodafone также публикует пропорциональную абонентскую базу по тому же принципу, то есть, если оператор, в котором ей принадлежит 30 % акций, имеет 10 миллионов абонентов, это соответствует 3 миллионам пропорциональных абонентов Vodafone. Это - общепризнанная практика в мобильной телекоммуникационной индустрии.
|                     | 2004   | 2005   | 2006   | 2007   | 2008  | 2009  | 2010  | 2011  | 2012  | 2013  | 2014  | 2015  | 2016   | 2017   | 2018  | 2019   | 2020   | 2021  |
| ------------------- | ------ | ------ | ------ | ------ | ----- | ----- | ----- | ----- | ----- | ----- | ----- | ----- | ------ | ------ | ----- | ------ | ------ | ----- |
| Оборот              | 32,74  | 34,13  | 29,35  | 31,10  | 35,48 | 41,02 | 44,47 | 45,88 | 46,42 | 44,45 | 38,35 | 42,23 | 49,81  | 47,63  | 46,57 | 43,67  | 44,97  | 43,81 |
| Чистая прибыль      | -9,015 | -7,540 | -21,82 | -5,297 | 6,756 | 3,080 | 8,618 | 7,870 | 7,003 | 0,673 | 59,42 | 5,917 | -5,122 | -6,079 | 2,788 | -7,644 | -0,455 | 0,536 |
| Активы              | 147,1  | 133,9  | 126,7  | 109,6  | 127,3 | 152,7 | 157,0 | 151,2 | 139,6 | 142,7 | 121,8 | 122,6 | 169,1  | 154,7  | 145,6 | 142,9  | 168,2  | 155,1 |
| Собственный капитал | 114,9  | 102,1  | 85,31  | 67,29  | 76,47 | 84,78 | 90,81 | 87,56 | 78,20 | 72,49 | 71,78 | 67,73 | 85,14  | 73,72  | 68,61 | 63,45  | 62,63  | 57,82 |

*Отчётность на 31 марта каждого года (когда в Великобритании заканчивается финансовый год).
**Убытки в году, закончившемся 31 марта 2006 года, отражают списание активов в связи с поглощением Mannesmann. Пропорциональный доход включает 7 100 миллионов £ от прекратившихся операций.

## Vodafone в Европе
Vodafone действует в следующих странах Европы (данные о количестве абонентов на декабрь 2005 года):
| Австрия | A1                                       | 0 %     | --                        | 38,7 %; 1/4  | T-Mobile, One, 3                  |
| Азербайджан | Azerfon-vodafone                         | 80 %    | 1 300 000                 | 3 %; 4/4     | Azercell, Bakcell, Nar Mobile     |
| Албания | Vodafone                                 | 99,9 %  | 1 839 000 (2012)          | 34,76 %; 1/4 | Telekom Albania                   |
| Бельгия | Proximus                                 | 0 %     | --                        | 48,7 %; 1/4  | Base, Mobistar                    |
| Болгария | Mobiltel                                 | 0 %     | 4 000 000                 | 52,5 %; 1/4  | GloBul,Vivatel                    |
| Великобритания | Vodafone                                 | 100 %   | 19 500 000 (2014)         | 24 %; 2/5    | O2, T-Mobile, 3, Orange UK        |
| Венгрия | Vodafone                                 | 100 %   | 2 134 000                 | 22,84 %; 3/3 | T-Mobile, Telenor                 |
| Германия | Vodafone (D2)                            | 100 %   | 36 676 000 (2010)         | 35,64 %; 2/4 | T-Mobile, E-Plus, O2              |
| Греция | Vodafone (Panafon)                       | 99,9 %  | 5 492 000 (2010)          | 35,6 %; 2/4  | Cosmote, TIM Hellas, Q-telecom    |
| Дания | TDC Mobil                                | 0 %     | --                        | 41,4 %; 1/4  | Telenor Denmark, Telia Company, 3 |
| Ирландия | Vodafone (Eircell)                       | 100 %   | 2 178 000                 | 51 %; 1/4    | O2, Meteor, 3                     |
| Исландия | Vodafone (Og Vodafone; Tal, Íslandssími) | 0 %     | --                        | 35 %; 2/2    | Síminn, Sko, HIVE                 |
| Испания | Vodafone (Airtel)                        | 100 %   | 17 000 000 (2015)         | 33,1 %; 2/4  | movistar, Orange, Yoigo           |
| Италия | Vodafone (Omnitel)                       | 76.86 % | 26 000 000 (2014)         | 29,5 %; 2/4  | TIM, Wind, 3                      |
| Кипр | Cytamobile-Vodafone                      | 0 %     | --                        | 89,5 %; 1/2  | Areeba                            |
| Латвия | Bitė Latvija                             | 0 %     | --                        | ?%; 3/3      | LMT , Tele2                       |
| Литва | Bitė Lietuva                             | 0 %     | --                        | ?%; 2/3      | Tele2, Telia                      |
| Люксембург | LUXGSM                                   | 0 %     | --                        | 64 %; 1/5    | Tango, VOXmobile                  |
| Мальта | Vodafone (Telecell)                      | 100 %   | 188 000                   | 54 %; 1/2    | Go Mobile                         |
| Нидерланды | Vodafone (Libertel)                      | 99.9 %  | 5 300 000 (2013)          | 24,2 %; 2/4  | KPN, T-Mobile, Orange             |
| Польша | Plus GSM                                 | 19.6 %  | 2 112 000                 | 33 %; 2/3    | Orange, Play, Era, T-Mobile       |
| Португалия | Vodafone (Telecel)                       | 100 %   | 4 618 000                 | 37,2 %; 2/3  | TMN, Optimus                      |
| Румыния | Vodafone (Connex)                        | 100 %   | 7 717 000                 | 45,4 %; 2/5  | Orange, Cosmote, Zapp Mobile      |
| Северный Кипр | Telsim                                   | 100 %   | нет данных                | ?;2/2        | KKTCell                           |
| Словения | Si.mobil-Vodafone                        | 0 %     | --                        | 24,9 %; 2/3  | Mobitel                           |
| Турция | Vodafone                                 | 100 %   | 20 600 000 (2014)         | 24 %; 2/3    | Turkcell, Avea                    |
| Украина | Vodafone Ukraine (раньше МТС,UMC)        | 0 %     | 20 800 000 (2016)         | 39,53 %; 2/3 | Киевстар, lifecell                |
| Финляндия | Elisa Oyj (Radiolinja)                   | 0 %     | --                        | 30 %; 1/3    | TeliaSonera, Finnet               |
| Франция | SFR                                      | 43,9 %  | 17 101 000 (30 июня 2005) | 36 %; 2/3    | Orange, Bouygues Télécom          |
| Хорватия | VIPnet                                   | 0 %     | --                        | 42,9 %; 2/3  | T-Mobile, Tele2                   |
| Чехия | Vodafone (Oskar)                         | 100 %   | 2 413 000                 | 19,62 %; 3/3 | O2, T-Mobile                      |
| Швеция | Telenor (Vodafone; Europolitan)          | 0 %     | --                        | 16 %; 3/4    | TeliaSonera, Tele2, 3             |
| Швейцария | Swisscom                                 | 0 %     | --                        | 62 %; 1/3    | Orange, TDC, Tele2                |
| Эстония | Elisa Eesti AS                           | 0 %     | --                        | ?%; 1/3      | Tele2, Telia                      |
| * Оператор, более 50 % акций которого принадлежит материнской, считается дочерним обществом; При владении менее 50 % акций оператор считается аффилированным. Операторы, чьи акции не принадлежат Vodafone, считаются партнёрами. |                                          |         |                           |              |                                   |

В России компания Vodafone представлена партнёром — ПАО «МТС».
В октябре 2007 года стало известно, что компания Tele2 продала свои подразделения в Испании и Италии компании Vodafone за 775 млн евро.
Вне Европы Vodafone имеет дочерние предприятия в Австралии (7 млн абонентов, доля на рынке — 27 %), Новой Зеландии (2,3 млн абонентов, доля на рынке — 42 %), Индии (в 2015 году — 184 млн абонентов, доля на рынке — 22,95 %), Катаре, Египте, Гане, Южноафриканской республике (Vodacom).